# Aptien
Stratigraphie
Barrémien Albien
L'Aptien est l'avant-dernier étage stratigraphique du Crétacé inférieur. Il s'étend de ≃ -121,4 à ≃ −113,0 Ma, succédant au Barrémien et précédant l'Albien.

## Stratotype
L'Aptien a été créé par Alcide d'Orbigny en 1840. Il doit son nom à la ville d'Apt dans le Vaucluse.
La région stratotypique de l'Aptien se situe dans le Sud-Est de la France. L'Aptien y est localement divisé en trois sous-étages appelés (du plus ancien au plus récent) : Bédoulien, Gargasien, Clansayésien. Leurs noms proviennent des villages de la Bédoule, Gargas et Clansayes.
Ces sous-étages locaux ont chacun leur stratotype,,.
Le découpage biostratigraphique par ammonites varie selon les secteurs paléogéographiques :
- le découpage standard de l'Aptien repose essentiellement sur les données de terrain pour le domaine méditerranéen[5] ;
- pour le Sud de l'Angleterre, c'est la zonation locale qui est classiquement utilisée[6].

## Quelques formations géologiques de l'Aptien
| Formation           | Localisation                                        | Description | Photo                                                              |
| ------------------- | --------------------------------------------------- | --- | ------------------------------------------------------------------ |
| Marnes grises       | Entre Roussillon et Saint-Saturnin-lès-Apt          | Marnes grises de l'Aptien | Marnes grises de l'Aptien entre Roussillon et Saint-Saturnin-d'Apt |
| Calcaires urgoniens | Réserve naturelle nationale des Hauts de Chartreuse | Les sommets du chaînon oriental du massif de la Chartreuse, depuis le Mont Granier jusqu'à la dent de Crolles, sont constitués en grande partie de calcaire urgonien, datant de l'Aptien à leur sommet. Les Roches Rousses au niveau du décrochement de l'Alpe, affleurent au-dessus des dépôts sénoniens du vallon de Pratcel. | Roches Rousses au-dessus du Vallon de Pratcel                      |